# Klingpung
En klingpung er en pose eller pung med en lille klokke eller bjælde, anbragt på et langt skaft. 
Klingpung blev tidligere anvendt til indsamling af penge blandt menigheden i kirken under gudstjenesten.